# Qax
Qax (ook: Gakh) is een stad in Azerbeidzjan en is de hoofdplaats van het district Qax.
De stad telt 12.500 inwoners (01-01-2012).

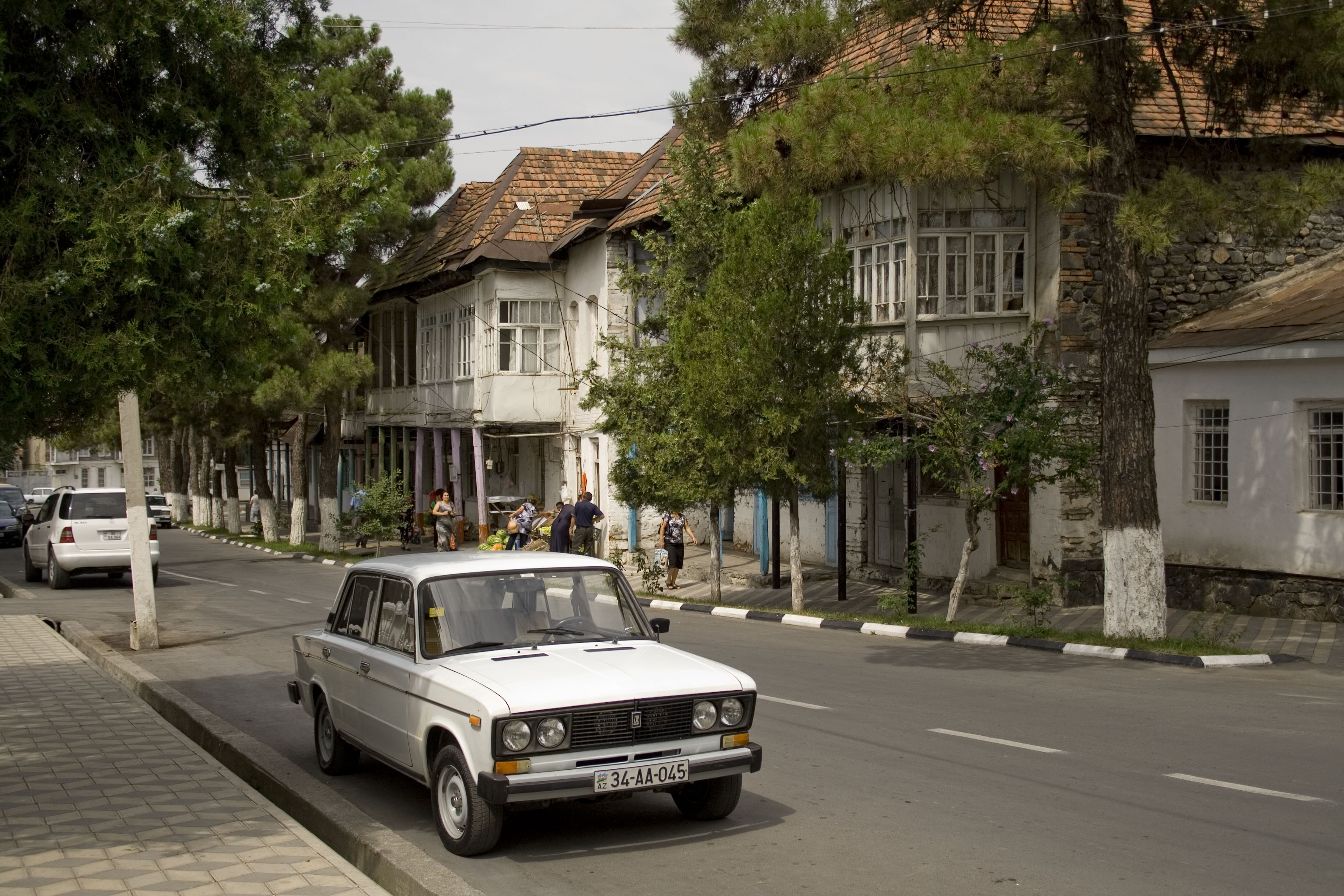
Een straat in Qax